# 岩田仭
岩田 仭（いわた たかし、1909年～1910年 - 1943年1月8日）は、日本の経済学者。専門は国際貿易論。慶應義塾大学助教授。

## 経歴
東京高師附属中学を経て、慶應義塾大学に入学し向井鹿松の下で学ぶ。1934年に慶應義塾大学経済学部を卒業し、直ちに助手となり、1940年に同学部助教授となる。
1942年9月初旬に原因不明の発熱により入院するも、「１，２週間くらいで退院できる症状だ」と元気に語っていた。しかし、数週間ほど原因不明のまま発熱に苦しみ、その後心内膜炎と判明する。山本登も度々病床を訪れ激励するも、同年の11月下旬に面会謝絶となり、1943年1月8日に逝去する。

## 研究・教育
慶應義塾大学では商業政策、貿易理論、独（英）語経済学の講義を担当した。山本登は「論理的にして明快な講義は学生の人気の焦点」「研究会指導には非常な熱意を愛情を以て取り組まれ、同君を囲む単なる師弟関係を越えての多数学生の綿密な集いに我々も度々羨望の目を投じた」と述べている。慶應義塾大学以内にも、東京農業大学でも講師として商業政策の講義を担当した。国際経済調査所の研究員としても研究活動を行った。
研究面に関しても、山本登は、「我々の胸を打つものはその学問的良心と情熱、さらには論理的な才能と豊かなる着想力であった。あの均整のとれた小柄の体の何倍にそれ丈けの力が潜むと疑わしむる程、学問に対してはひたむきな努力を注がれ、知識を論理的に系統化され、次から次へと新たな構想をたてられていった」と述べている。
古典派貿易理論の吟味と近代的貿易理論の発展を目指した研究を行い、貿易理論と金融理論の融合を検討した。門下に白石孝がいる。山本登は岩田の後輩にあたる。

## 著作

### 著書
- 『国際貿易理論序説』（1940年、厳松堂）
  - 『国際貿易理論序説（改訂増補版）』（1942年、厳松堂）
- 『貿易政策』（1940年、ダイヤモンド社）
- 『現代貿易統制政策』（1940年、慶應出版社）
- 『商業政策』（1941年、慶應出版社）

### 論文
- 「正統学派貿易理論」『三田学会雑誌』29巻2号, 1935年.
- 「国際価格理論―正統学派貿易理論研究―」『三田学会雑誌』29巻8号, 1935年.
- 「輸入割当制度」『三田学会雑誌』29巻12号, 1935年.
- 「為替清算制度」『三田学会雑誌』30巻4号, 1936年.
- 「貿易理論の発展と貿易政策原理―正統学派貿易理論研究―」『三田学会雑誌』30巻10号, 1936年.
- 「貿易理論と貨幣理論の論理的関係―正統学派貿易理論研究―」『三田学会雑誌』31巻7号, 1937年.
- 「生産統制と貿易統制―綿業を中心として―」『三田学会雑誌』32巻3号, 1938年.
- 「日本資本主義成立過程における配給組織の沿革―砂糖業を中心として―」『三田学会雑誌』32巻7号, 1938年.
- 「我が国における小売商問題―配給組織論の理論的反省―」『三田学会雑誌』32巻12号, 1938年.
- 「計画経済下における配給組織の若干問題」『三田学会雑誌』33巻7号, 1939年.
- 「青果市場の一研究―商業調査報告の一齣―」『三田学会雑誌』34巻3号, 1940年.
- 「最近における日本戦時貿易政策論の展望」『三田学会雑誌』34巻6号, 1940年.
- 「理論的商業論への一試論」『三田学会雑誌』34巻7号, 1940年.
- 「商業学の対象と体系」『三田学会雑誌』34巻10号, 1940年.
- 「商業政策の現代的課題」『三田学会雑誌』35巻4号, 1941年.
- 「貿易理論の構造論的構想」『国際経済研究』2巻9号, 1941年.
- 「農村における商取引の展開―繭を中心として―」『三田学会雑誌』35巻12号, 1941年.
- 「東亜共栄圏の経済構造」『国際経済研究』3巻2号, 1942年.
- 「東亜の石炭問題」『国際経済研究』3巻3号, 1942年.
- 「東亜共栄圏と貿易理論の展開」『三田学会雑誌』36巻6号, 1942年.